# Claus V. Pedersen
Claus Valling Pedersen, född i Köpenhamn, är docent i iranska språk vid Carsten Niebuhr Institute of Near Eastern Studies vid Köpenhamns universitet. Han har en fil. lic. i danska språket och litteraturen och en fil. kand. i engelska. 1994 tog han sin fil. kand. och senare doktorsexamen i iranska språk med inriktning på modern persisk litteratur. 
Claus V. Pedersen är medredaktör för den litterära tidskriften Naqd – Tidsskrift for Mellemøstens litteratur. Hans främsta forskningsintressen är modern persisk litteratur och språk. Han är tidigare vicepresident i Skandinaviska Sällskapet för Iranistik (Scandinavian Society for Iranian Studies) och styrelseledamot av European Iranologist Society (Societas Iranologica Europea).

## Verk (i urval)
- Persisk-dansk ordbog, red. C. Pedersen och F. Vahman, Köpenhamn, 1998.
- World View in Pre-Revolutionary Iran. Literary Analysis of Five Iranian Authors in the Context of the History of Ideas, Wiesbaden 2002.
- 'Ali Shari'ati and Kavir, Religious Texts in Iranian Languages, red. Fereydun Vahman och Claus V. Pedersen, The Royal Danish Academy of Sciences and Letters, Köpenhamn, 2007.
- The Rise of the Persian Novel: From the Constitutional Revolution to Reza Shah. 1910-1927, 2016.